# Chlorogastropsis orga
Chlorogastropsis orga är en tvåvingeart som först beskrevs av Walker 1849.  Chlorogastropsis orga ingår i släktet Chlorogastropsis och familjen parasitflugor. Inga underarter finns listade i Catalogue of Life.